# مسجد شیخ محمدباقر
مسجد شیخ محمد باقر مربوط به دوره قاجار است و در سنندج، محله قطار چیان، جنب مجموعه غیاثی واقع شده و این اثر در تاریخ ۱۰ دی ۱۳۸۱ با شمارهٔ ثبت ۶۸۹۲ به‌عنوان یکی از آثار ملی ایران به ثبت رسیده است.